# Kościół św. Mikołaja w Zielińcu
Kościół św. Mikołaja w Zielińcu – rzymskokatolicki kościół parafialny mieszczący we wsi Zieliniec, w gminie Kołaczkowo, w powiecie wrzesińskim, w województwie wielkopolskim. Należy do dekanatu wrzesińskiego II archidiecezji gnieźnieńskiej.
Jest to budowla drewniana wzniesiona na przełomie XVII i XVIII wieku. Następnie była odnawiana w latach 1836 i 1985. Nie jest konsekrowana. Wyposażenie świątyni stanowią: kilka rzeźb w stylu gotyckim, chrzcielnica i kropielnica w stylu późnogotyckim, płyta nagrobna drewniana z osiemnastego stulecia Tomasza Zielińskiego, zmarłego w 1585 roku.